# Fumihisa Yumoto
Fumihisa Yumoto (湯本 史寿, Yumoto Fumihisa), né le 23 avril 1984 à Kijimadaira, est un sauteur à ski japonais. 

## Carrière
Il a remporté une victoire en Coupe du monde en décembre 2008 à Pragelato dans un concours réduit à une seule manche. Jusque-là son meilleur résultat était une huitième place obtenue un mois plus tôt à Kuusamo. 

## Palmarès

### Championnats du monde
| Épreuve / Édition | Épreuve / Édition | Liberec 2009 | Oslo 2011 |
| Petit tremplin    | Petit tremplin    | 39e          |           |
| Grand tremplin    | Grand tremplin    |              | 27e       |
| Par équipes       | PT                |              | 5e        |
| Par équipes       | GT                |              | 6e        |

Légende : PT = petit tremplin, GT = grand tremplin

### Coupe du monde
- Meilleur classement général : 26e en 2009.
- 1 podium individuel dont 1 victoire.

#### Classements généraux annuels
| Année | Rang |
| 2005  | 70e  |
| 2008  | 58e  |
| 2009  | 26e  |
| 2010  | 38e  |
| 2011  | 42e  |
| 2012  | 71e  |

#### Détail de la victoire
| Année | Lieu               |
| 2009  | Pragelato (Italie) |